# Paul von Jugoslawien

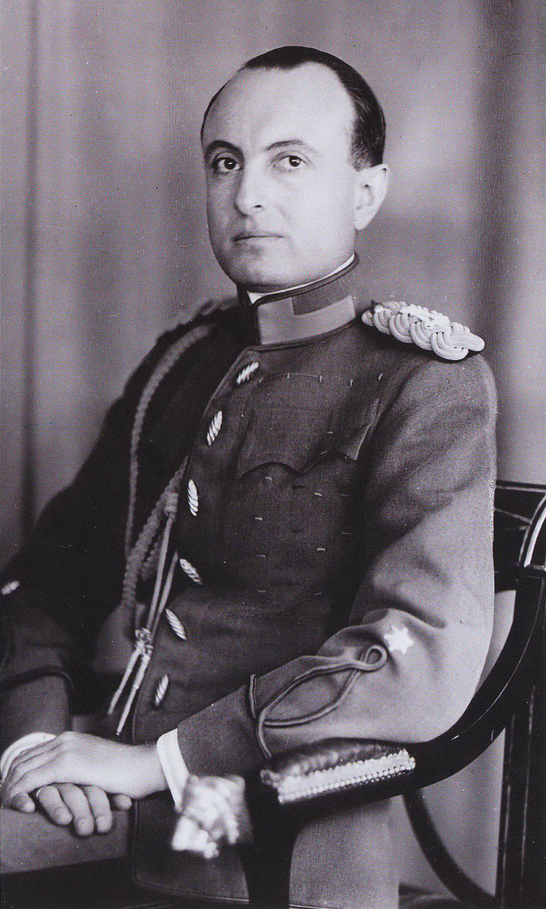
Paul von Jugoslawien

Prinz Paul von Jugoslawien, auch: Pavle (* 27. April 1893 in Sankt Petersburg, Russisches Kaiserreich; † 14. September 1976 in Paris, Frankreich) aus dem Königshaus Karađorđević (kyrillisch: Карађорђевић) war von 1934 bis 1941 Prinzregent von Jugoslawien für den noch minderjährigen König Peter II., den ältesten Sohn seines Cousins König Alexander I. Im März 1941 wurde er in einem Staatsstreich abgesetzt und in britischen Hausarrest in Kenia überführt..

## Leben

### Früheres Leben
Paul war der einzige Sohn von Prinz Arsen Karađorđević, einem Bruder von König Peter I. und Prinzessin Aurora, geborene Demidoff di San Donato.
Er war seit 1923 mit Olga von Griechenland (1903–1997) verheiratet, einer Enkeltochter des griechischen Königs Georg I. und Schwester der Herzogin Marina von Kent. Der spätere König Georg VI. von Großbritannien, damals als Duke of York und Bruder von Marinas Ehemann George, war Trauzeuge bei der Hochzeit.
Paul war Knight Companion des englischen Hosenbandordens und studierte an der Universität Oxford.

### Prinzregent von Jugoslawien

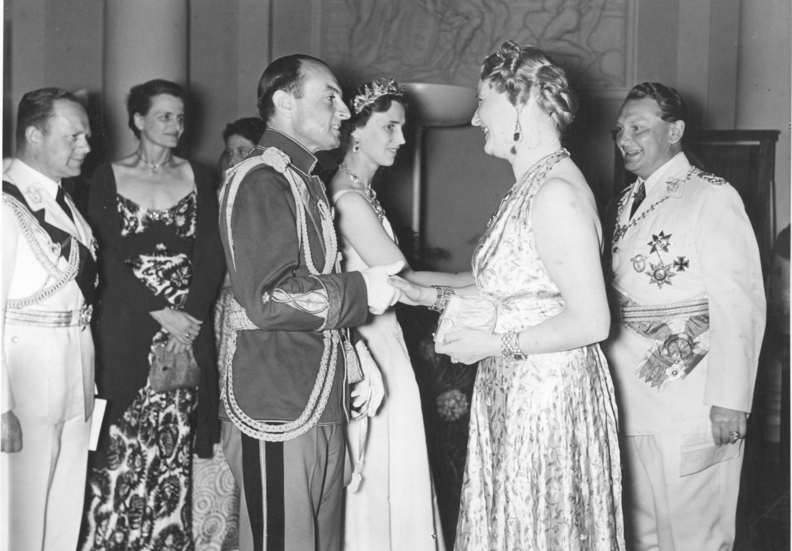
Paul von Jugoslawien und Olga von Griechenland mit Emmy und Hermann Göring auf Schloss Charlottenburg (1939)

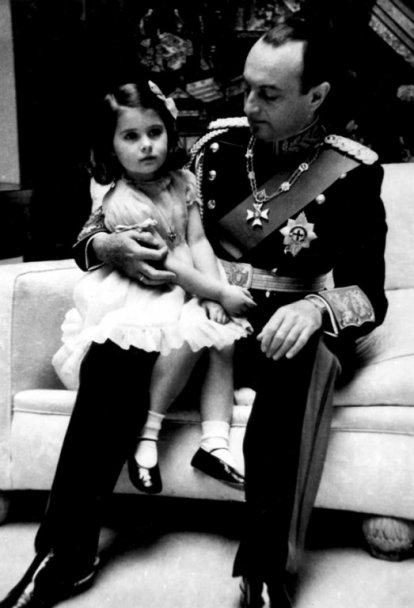
Paul von Jugoslawien mit seiner Tochter Elisabeth

Nachdem sein Cousin Alexander I. in Marseille einem Attentat durch die ultranationalistische Ustascha zum Opfer gefallen war, übernahm er am 9. Oktober 1934 die Regentschaft für dessen noch minderjährigen Sohn, Peter II. Prinz Paul war der Kultur gegenüber sehr aufgeschlossen, insbesondere der modernen Kunst. Er gründete das nach ihm (heute wieder) benannte Prinz-Paul-Museum in Belgrad.
Im Zweiten Weltkrieg blieb Jugoslawien zunächst neutral, trat aber auf Veranlassung von Prinz Paul am 25. März 1941 dem Dreimächtepakt bei. Dies führte am 27. März in Belgrad zu einem Staatsstreich durch König Peter II., pro-britische Offiziere und Politiker. Peter II. wurde für volljährig erklärt, der Prinzregent so seiner Funktion enthoben. Die neuen Machthaber versuchten eine Neutralitätspolitik, welche für Großbritannien vorteilhaft gewesen wäre. Die Achsenmächte marschierten darauf in Jugoslawien ein und die Königsfamilie, Prinz Paul eingeschlossen, floh ins Exil. Bis zum Ende des Krieges wurde Prinz Paul zusammen mit seiner Familie unter britischen Hausarrest, zunächst in Kenia, später in Südafrika, gestellt.

### Tod

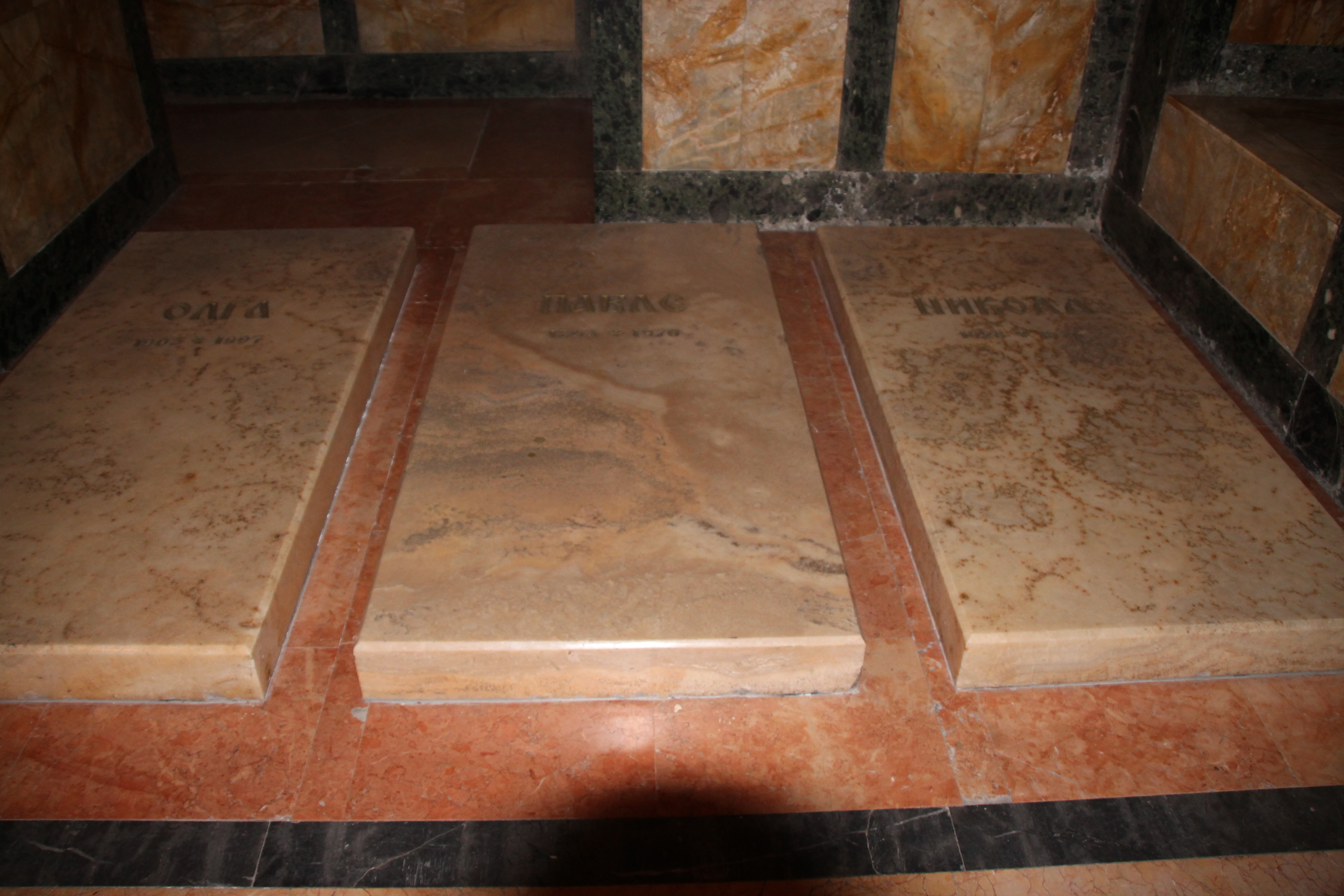
Grabstätten von Prinzessin Olga, Prinzregent Paul und Prinz Nikola († 1954) in der St. Georgs-Kirche auf dem Oplenac

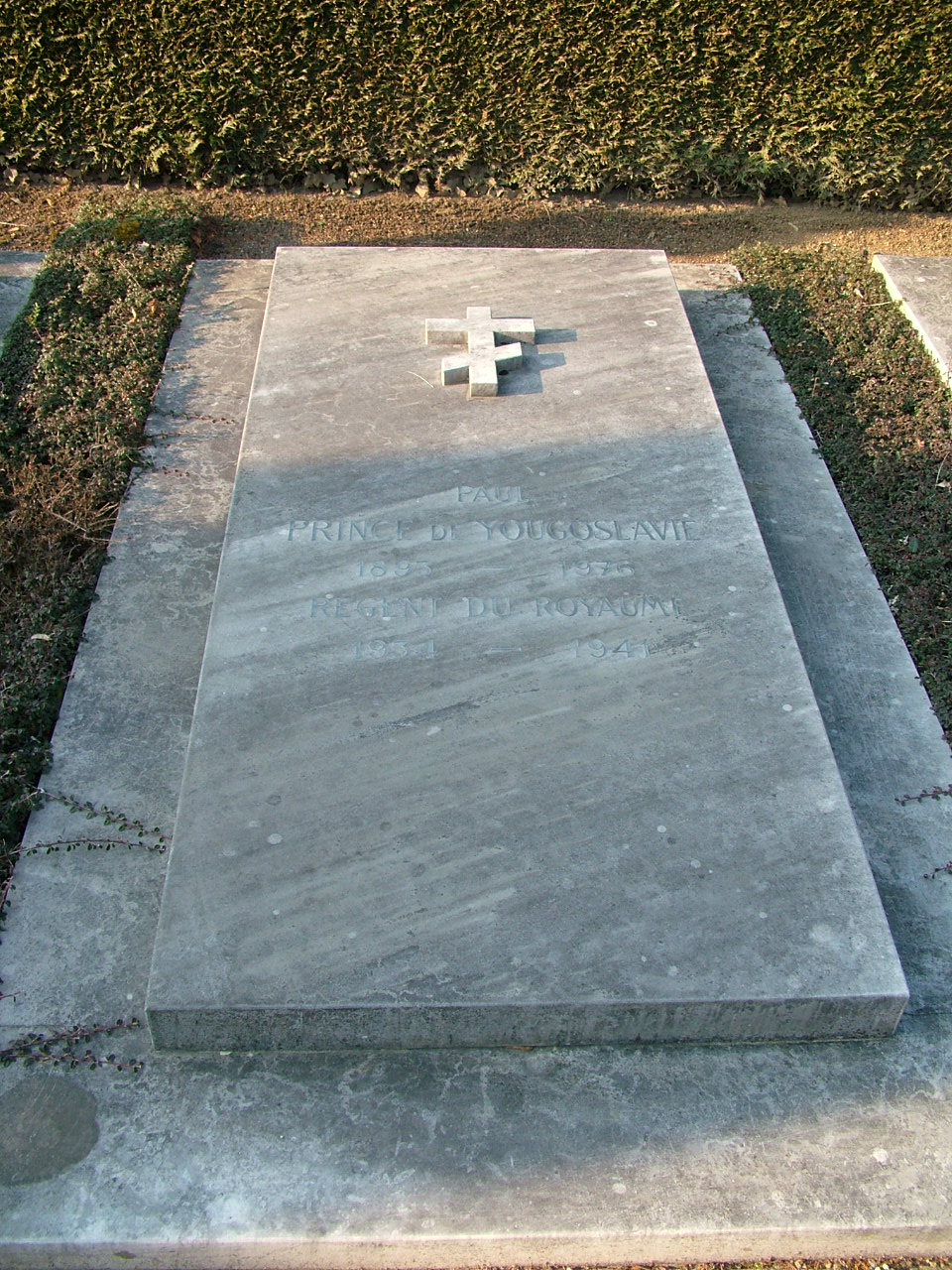
Ehemaliges Grab (1976–2012) von Prinzregent Paul in Lausanne

Prinz Paul durfte Jugoslawien nach seinem Exil nie wieder betreten. Er lebte ab 1948 in Genf in der Schweiz, später in Paris. Dort starb er am 14. September 1976. Er wurde auf dem Cimetière du Bois-de-Vaux in Lausanne beerdigt (Friedhof 2. Teil, Sekt. 41, Nr. 657). Seine Gemahlin Olga und ihr 1954 bei einem Verkehrsunfall getöteter Sohn, Prinz Nikola (* 1928), wurden ebenfalls dort bestattet.
Im September 2012 wurden die Gebeine dieser drei Personen aus ihren Gräbern in Lausanne exhumiert, nach Serbien überführt und in der königlichen Krypta in der St. Georgs-Kirche auf dem Oplenac beigesetzt.

## Nachkommen
Prinz Paul hatte aus seiner 1923 mit Olga von Griechenland (1903–1997) geschlossenen Ehe drei Kinder:
- Prinz Alexander (1924–2016)

Prinz Alexander war zuerst mit Prinzessin Maria Pia von Savoyen (* 1934), Tochter von König Umberto II. von Italien, verheiratet. Seit 1973 war er mit Prinzessin Barbara von und zu Liechtenstein (* 1942) verheiratet.
- Prinz Nikola (1928–1954)

Prinz Nikola starb im Alter von 25 Jahren in der Nähe von Windsor bei einem Autounfall.
- Prinzessin Elisabeth (* 1936)

Elisabeth war dreimal verheiratet. Aus ihrer ersten Ehe mit dem US-Amerikaner Howard Oxenberg (1919–2010) ging die Schauspielerin Catherine Oxenberg (* 1961) als Nachkomme hervor.